# سیارک ۴۷۲۳
سیارک ۴۷۲۳ (به انگلیسی: 4723 Wolfgangmattig، نامگذاری:1937TB) چهار هزار و هفتصد و بیست و سومین سیارک کشف شده‌است که در ۱۱ اکتبر ۱۹۳۷ و در هایدلبرگ کشف شد.
قدر مطلق سیارک برابر ۱۳٫۸۰ است.